# Гебхардсхайн
Гебхардсхайн (нем. Gebhardshain) — община в Германии, в земле Рейнланд-Пфальц. 
Входит в состав района Альтенкирхен-Вестервальд. Подчиняется управлению Гебхардсхайн.  Население составляет 1878 человек (на 31 декабря 2010 года). Занимает площадь 5,97 км².